# Nordvästlig pungmullvad
Nordvästlig pungmullvad (Notoryctes caurinus) är en pungdjursart som beskrevs av Oldfield Thomas 1920. Notoryctes caurinus ingår i släktet pungmullvadar och familjen pungmullvadar. IUCN kategoriserar arten globalt som livskraftig ("LC"). Inga underarter finns listade.
Arten når en kroppslängd (huvud och bål) av 100 till 205 mm och den har en nästan helt tillbakabildad svans. Den väger 30 till 70 g och har korta extremiteter samt robusta framtassar. Nordvästlig pungmullvad påminner om mullvadar eller guldmullvadar i utseende. Kroppen är täckt med tät krämfärgad päls och honor har en pung (marsupium) med öppningen bakåt. Stora klor vid tredje och fjärde fingret används för att gräva. Huvudets kännetecknas av en nos som är förstärkt med keratin och av små ögon som saknar synförmåga och som är täckta av ett hudskikt. Arten saknar yttre öron.
Pungdjuret förekommer i nordöstra delen av den australiska delstaten Western Australia. Habitatet utgörs av sandöknar.
Individerna lever ensam när honan inte är brunstig och de gräver underjordiska gångar som ligger 0,1 till 2,5 meter under markytan. De flesta tunnlar kollapsar efter kort tid på grund av den sandiga jorden. Nordvästlig pungmullvad vistas sällan utanför gångarna och är där sårbar. Främsta predatorn är rödräven, men den kan även falla offer för dingos och tamkatter. Arten äter främst underjordiska levande insekter och deras larver samt andra ryggradslösa djur. Den fångar ibland en ödla eller hittar ett ägg. Dessutom ingår några frön och andra växtdelar i födan.
Honan har två spenar i pungen och därför antas att en kull bildas av upp till två ungar. Livslängden är antagligen lika som för den sydliga pungmullvaden.